# Universidade de Haifa

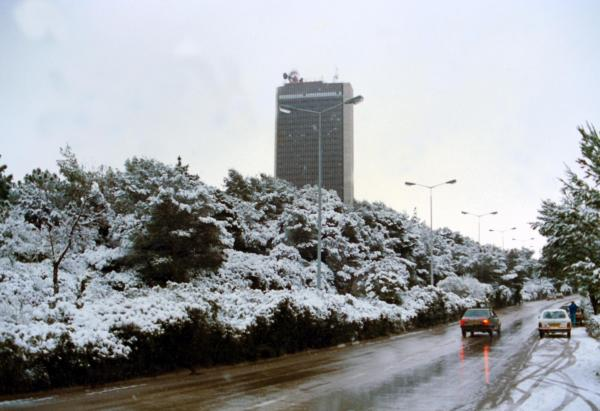
Caminho para a universidade de Haifa no Monte Carmelo (inverno de 1992)

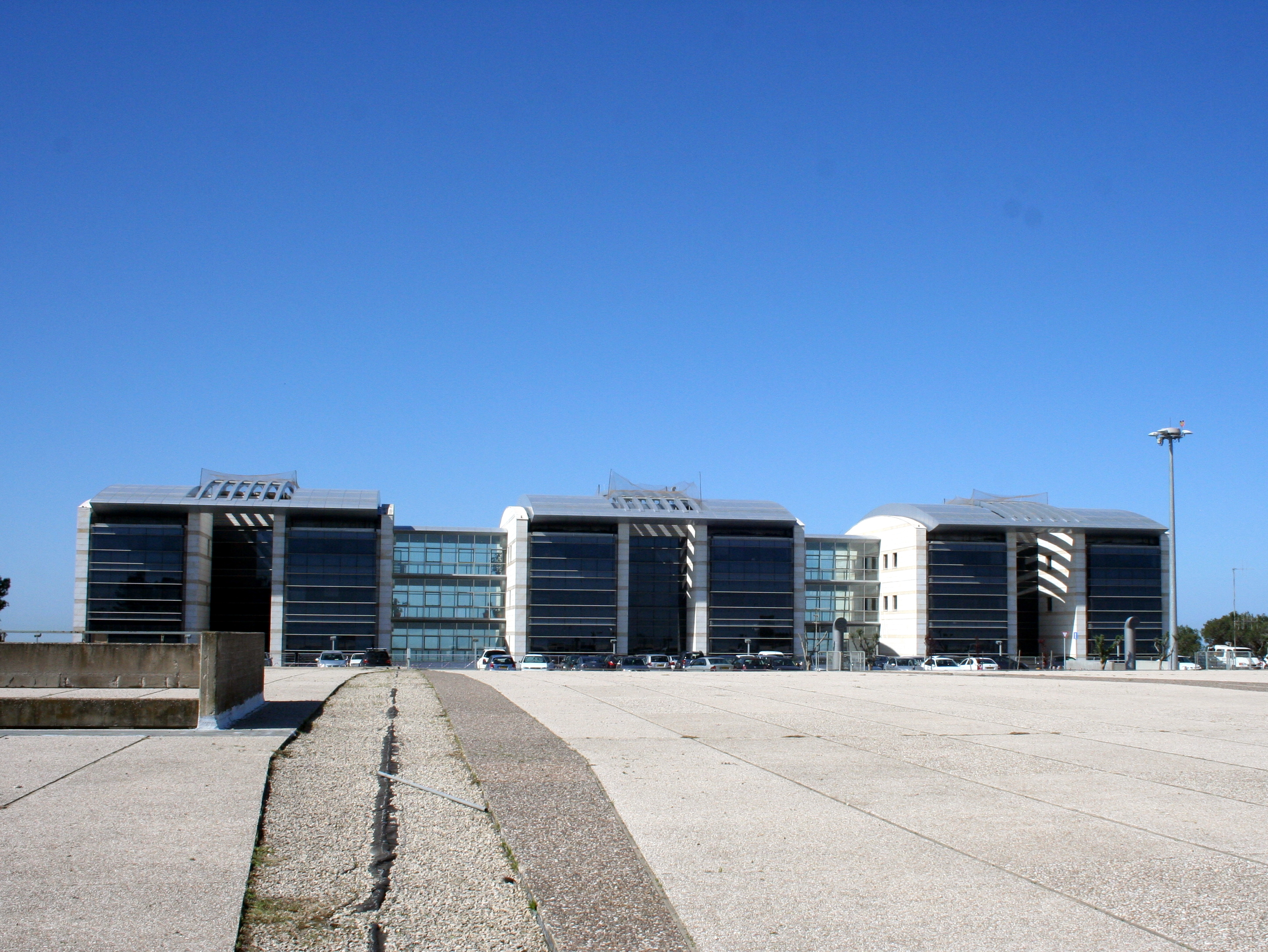

A Universidade de Haifa (אוניברסיטת חיפה) localizada em Haifa, Israel, tem atualmente 18.000 alunos, nas áreas de ciências sociais, humanidades, direito e educação. A Universidade é composta de 6 Faculdades: Humanidades, Ciências Sociais, Direito, Ciências e Ciência Educativa, Bem-estar Social e Saúde, e Educação. Há também uma escola de Gestão.

## Alunos e professores famosos
- Yochanan Vollach
- Pessach (Paulinho) Rosenbaum